# Sao Tomé-et-Principe aux Jeux paralympiques
Sao Tomé-et-Principe participe aux Jeux paralympiques depuis les Jeux paralympiques d'été de 2016.